# Martín R. Echegoyen
Martín Recaredo Echegoyen, né le 4 avril 1891 à Montevideo et mort en 1974, est un avocat et homme d'État uruguayen.
Il est le président de l’Uruguay du 1er mars 1959 au 1er mars 1960 (Conseil national du gouvernement). 

## Biographie
Membre du Parti national, il est sénateur et ministre de l'Éducation et de la Culture de l'Uruguay,.